# 大腸肛門外科学
大腸肛門外科学（だいちょうこうもんげかがく、英: Colorectal surgery）は 、大腸・直腸・肛門の疾患を対象とする外科学・消化器外科学の一分野。

## 代表的な疾患
- 大腸癌
- 大腸ポリープ
- 潰瘍性大腸炎
- クローン病
- 直腸脱
- 直腸瘤
- 痔核（いぼ痔）→肛門脱（脱肛）
- 裂肛（きれ痔）
- 痔瘻（あな痔）→痔瘻癌
- 肛門ポリープ
- 肛門周囲炎
- 肛門挙筋痛症候群
- 肛門括約筋不全
- 肛門癌
- 鼠径（そけい）ヘルニア
- 便秘